# George Clooney
George Timothy Clooney, ameriški gledališki, filmski in televizijski igralec, režiser, producent, scenarist, * 6. maj 1961, Lexington, Kentucky, Združene države Amerike.
Clooney je bil v svoji karieri prejel tri zlate globuse in oskarja kot igralec ter oskarja kot producent. Poznan je tudi po svojem političnem aktivizmu in od 31. januarja 2008 je član organizacije Znaniteljev miru združenih narodov (United Nations Messengers of Peace).
S svojo igralsko kariero je pričel leta 1978 na televiziji. Kmalu zatem je zaslovel kot dr. Douglas »Doug« Ross v uspešni seriji Urgenca, v kateri je igral med letoma 1994 in 1999 in za katero je bil nominiran za dva emmyja. Med igranjem v Urgenci je pozornost pritegnil s filmi, kot so Batman & Robin (1997) in Daleč od oči (1998), kjer je prvič sodeloval s Stevenom Soderberghom, s katerim je kasneje v svoji karieri posnel še veliko filmov. Leta 1999 je zaigral glavno vlogo v filmu Trije kralji, satiri, ki se odvija med zalivsko vojno in ki so jo tako občinstvo kot kritiki precej hvalili. Leta 2001 je Clooney zaigral v svojem do danes komercialno najuspešnejšem filmu, Oceanovih 11, priredbi istoimenskega filma iz leta 1960. Film je bil prvi iz izredno dobičkonosne trilogije, v kateri je George Clooney prevzel vlogo Franka Sinatre, Dannyja Oceana. Leto dni kasneje, leta 2002, je izdal svoj režiserski prvenec, biografski triler Izpovedi nevarnega uma; od takrat je režiral še veliko drugih filmov, kot so Lahko noč in srečno (2005), Leatherheads (2008) in Marčeve ide (2011). Za svojo vlogo v trilerju Siriana, ki se odvija na srednjem vzhodu, je prejel oskarja za najboljšega stranskega igralca; kasneje je bil nominiran tudi za oskarja za najboljšega igralca, in sicer za filme Michael Clayton (2007), V zraku (2009) in Potomci (2011). Leta 2013 je poleg Bena Afflecka in Granta Heslova prejel oskarja za najboljši film kot producent filma Misija Argo. Clooney je edina oseba, ki je bila za oskarja nominirana v šestih različnih kategorijah.
Leta 2005 je George Clooney zasedel prvo mesto na seznamu »50 najbolj seksi zvezdnikov vseh časov« revije TV Guide.
V sklopu svojega humanitarnega dela je postal tudi advokat za iskanje rešitve za konflikt v Darfurju. Poleg tega je sodeloval pri zbiranju denarja za žrtve terorističnih napadov 11. septembra 2001, tsunamija leta 2004 in potresa na Haitiju leta 2010. Ustvaril je tudi veliko dokumentarnih filmov, kot je Sand and Sorrow, s katerimi je želel povečati ozaveščenost o mednarodnih krizah. Je član sveta za mednarodne odnose (Council on Foreign Relations).

## Zgodnje življenje
George Timothy Clooney se je rodil v Lexingtonu, Kentucky, Združene države Amerike. Njegova mati, Nina Bruce (rojena Warren, 1939 –), je bila v svoji mladosti manekenka. Njegov oče, Nick Clooney, je bivši novinar, ki je včasih vodil tudi razne televizijske igre in oddajo American Movie Classics. Clooney ima nemške, irske in angleške korenine. Njegova pra-prastara starša po očetovi strani, Nicholas Clooney (iz Kilkennyja) in Bridget Byron, sta se v Združene države Amerike preselila iz Irske. Njegova pra-pra-pra-prababica po mamini strani, Mary Ann Sparrow, je bila polsestra Nancy Hanks (Nancy Hanks je bila mati predsednika Abrahama Lincolna). Clooney ima starejšo sestro Adelio »Ado«; njegova bratranca sta Miguel in Rafael Ferrer, sinova njegove tete Rosemary Clooney in igralca Joséa Ferrerja. V sorodu je tudi s pevko, Debby Boone, ki se je poročila z njegovim bratrancem Gabrielom Ferrerjem (sin Rosemary Clooney in Joséa Ferrerja).
George Clooney je bil vzgojen v strogi katoliški veri, vendar pravi, da ne verjame v nebesa in pekel. S šolanjem je pričel na šoli Blessed Sacrament v Fort Mitchellu, Kentucky. Del otroštva je preživel v Ohiu, kjer je obiskoval šolo sv. Mihaela v Columbusu in sv. Suzane v Masonu. V osnovni šoli je zbolel za Bellovo paralizo, izčrpavajočo boleznijo, zaradi katere je bil del njegovega obraza ohromel. V letu dni je paraliza izginila. »To je bil najhujši čas v mojem življenju,« je povedal v intervjuju z revijo Daily Mirror leta 2003. »Saj veste, kako kruti so lahko otroci. Kar naprej so se mi posmehovali in me dražili, a ta izkušnja me je naredila močnejšega.«
Njegovi starši so se nazadnje preselili v Augusto, Kentucky, kjer je Clooney pričel obiskovati srednjo šolo Augusta. Sam je dejal, da je imel v šoli same petice in le eno štirico, ter da je bil navdušen nad bejzbolom in košarko. Leta 1977 je odšel na avdicijo za igranje košarke v profesionalnem moštvu Cincinnati Reds, vendar ni prišel niti v drugi krog. Med letoma 1979 in 1981 je obiskoval univerzo v severnem Kentuckyju, kjer je maturiral iz novinarstva. Nato je za kratek čas pričel obiskovati univerzo Cincinnati, kjer pa šolanja ni dokončal. Opravljal je veliko čudaških služb, npr. prodajal moške obleke in rezal tobak.

## Kariera

### Zgodnja dela (1978–1993)
Prva vloga Georgea Clooneyja je bila vloga statista v televizijski seriji Centennial leta 1978. Serija je temeljila na istoimenskem romanu Jamesa A. Michenerja in nekaj delov so posneli tudi v igralčevem rojstnem mestu, Augusti, Kentucky. Svojo prvo pomembnejšo vlogo je dobil leta 1984, ko je zaigral v komični seriji E/R, ki pa so jo kmalu po izidu ukinili. Zaigral je tudi v seriji The Facts of Life in se kot detektiv Bobby Hopkins pojavil v epizodi televizijske serije Zlata dekleta. Njegova prva pomembnejša vloga je bila vloga v seriji Roseanne, kjer se je v nekaj epizodah pojavil v vlogi nadzornika Roseanne Barr, Bookerja Brooksa. Nato je zaigral delavca v seriji Baby Talk ter eno glavnih vlog, vlogo detektiva Ryana Walkerja, v CBS-jevi dramski seriji Bodies of Evidence. Leto dni je igral detektiva Jamesa Falconerja v seriji Sisters, leta 1988 pa se je pojavil tudi v filmu Return of the Killer Tomatoes.

### Preboj (1994–2000)
George Clooney je zaslovel z vlogo dr. Douga Rossa v NBC-jevi dramski seriji Urgenca, kjer je med letoma 1994 in 1999 igral poleg Anthonyja Edwardsa, Julianne Margulies, Sherry Stringfield, Eriqa La Sallea in Noaha Wylea. Po izteku njegove pogodbe je leta 1999 prenehal igrati v seriji, vendar se je še nekajkrat pojavil v šesti sezoni, kasneje pa tudi v zadnjih epizodah zadnje sezone, ki so jo izdali leta 2009. Za svoj nastop v tej seriji je bil nominiran za dva emmyja; obakrat, tako leta 1995 kot leta 1996, v kategoriji za »izstopajočega glavnega igralca v dramski seriji«. Prislužil si je tudi tri nominacije za zlati globus v kategoriji za »najboljšega igralca - Dramska televizijska serija«, in sicer v letih 1995, 1996 in 1997; nagrado je leta 1997 za isto serijo dobil njegov soigralec Anthony Edwards.
Že med snemanjem serije Urgenca je Clooney pričel snemati filme. Njegova prva pomembnejša hollywoodska vloga je bila vloga v filmu Od zore do mraka, ki ga je režiral Robert Rodriguez. Po uspehu filmov One Fine Day, ki ga je posnel z Michelle Pfeiffer, in The Peacemaker, kjer je zaigral poleg Nicole Kidman, je upodobil Batmana v filmu Batman & Robin Joela Schumacherja, ki je bil komercialno sicer dokaj uspešen, a kritiki ga niso hvalili in celo George Clooney sam je dejal, da je bil film »zapravljanje denarja«. Leta 1998 je poleg Jennifer Lopez zaigral v filmu Daleč od oči, ki je bil njegov prvi film, ki ga je posnel z režiserjem Stevenom Soderberghom, s katerim je velikokrat sodeloval tudi kasneje v svoji karieri. V zadnjih nekaj tednih njegove pogodbe za snemanje Urgence je posnel tudi film Trije kralji, izdani leta 1999, v kateri je imel poleg Marka Wahlberga in Icea Cubea glavno vlogo. Njegov prvi film, ki ga je posnel po koncu Urgence, je bil komercialno izredno uspešen film Vihar vseh viharjev (2000), posnet po istoimenskem romanu, kjer je ponovno zaigral poleg Marka Wahlberga. Film je bil finančno zelo uspešen, saj je po svetu zaslužil skoraj 330 milijonov $, vendar ga niso hvalili vsi kritiki.

### 2001 - danes
Leta 2001 je George Clooney zaigral v še enem komercialno zelo uspešnem filmu, Kdo je tu nor?. Istega leta je zopet sodeloval s Stevenom Soderberghom in skupaj z Bradom Pittom, Mattom Damonom, Andyjem Garcío, Julio Roberts in Caseyjem Affleckom posnel film Oceanovih 11, priredbi istoimenskega filma iz leta 1960. To je eden od finančno najuspešnejših filmov njegove kariere, saj je po svetu zaslužil več kot 450 milijonov $. Clooney je zaigral še v dveh nadaljevanjih, Oceanovih 12 (2004) in Oceanovih 13 (2007). Istega leta, leta 2001, je zaigral v prvem delu še ene filmske franšize, in sicer v družinskem filmu Mali vohuni ob Jessici Albi; kasneje je zaigral tudi v nadaljevanju filma, Mali vohuni 3-D: Konec igre.
Leta 2001 je Clooney skupaj s Soderberghom ustvaril produkcijsko podjetje Section Eight Productions, katerega predsednik je postal Grant Heslov. Temu je leta 2002 sledil režiserski prvenec Georgea Clooneyja, filmska upodobitev avtobiografije televizijskega producenta Chucka Barrisa, Izpovedi nevarnega uma. Film sicer ni zaslužil veliko, a kritiki so Clooneyja kot režiserja v glavnem hvalili.
Leta 2005 je zaigral v filmu Siriana, ki naj bi temeljil na zgodbi CIA agenta Roberta Baerja in njegovih spominih o delu na srednjem vzhodu. Na snemanju se je zgodila nesreča, zaradi katere je doživel blažjo poškodbo možganov. Istega leta je režiral, produciral in zaigral v filmu Lahko noč in srečno, ki se odvija v petdesetih letih prejšnjega stoletja in govori o slavni vojni besed med televizijskim novinarjem Edwardom R. Murrowom in senatorjem Josephom McCarthyjem. Leta 2006 je bil za ta film nominiran za oskarja za najboljši originalni scenarij, pa tudi za najboljšega stranskega igralca za film Siriana; zadnjega je tudi dobil.
Njegov naslednji film je bila Soderberghova kriminalna drama Dobri Nemec (2006), ki se odvija v Nemčiji v času po 2. svetovni vojni. Avgusta 2006 sta George Clooney in Grant Heslov ustvarila produkcijsko podjetje Smokehouse Pictures. Oktobra 2006 je Clooney prejel nagrado American Cinematheque Award za svoje dosežke kot umetnik v zabavni industriji zaradi »velikega prispevka filmski umetnosti« 22. oktobra 2008 je bil Clooney nominiran za oskarja (in mnoge druge nagrade) za najboljšega igralca za svoj nastop v filmu Michael Clayton (2007). Nato je režiral svoj tretji film Leatherheads (2008), komedijo o športu, v kateri je poleg Renée Zellweger, Jonathana Prycea in Johna Krasinskija zaigral tudi sam. Zgodba o prvih letih nogometa kot profesionalnega športa naj bi temeljila na zgodbi nogometaša Harolda »Red« Grangea, ki je leta 1925 takoj po zaključku univerze Illinois podpisal pogodbo z Georgeom Halasom za igranje v moštvu Chicago Bears. 4. aprila 2008 je revija Variety poročala, da je Clooney tiho izstopil iz ameriškega ceha scenaristov zaradi kontroverznosti v zvezi s filmom Leatherheads. Sam trdi, da je napisal vse prizore filma, ki ga je tudi produciral, režiral in v katerem je zaigral, »z izjemo dveh«, zato je zahteval, da se mu poleg scenaristov Duncana Brantleyja and Ricka Reillyja, ki sta scenarij za film pisala sedemnajst let, pripišejo zasluge za scenarij. Pri glasovanju o tem v cehu je izgubil v razmreju 2:1, zato se je odločil, da bo iz ceha izstopil. Danes Clooney ni več član ceha ameriških scenaristov, torej nima več pravice do glasovanja v njem, ne more kandidirati za vodjo ceha ali se udeleževati njegovih sestankov.
Njegova naslednja vloga je bila vloga v filmu Možje, ki strmijo v koze, kjer je zaigral poleg Ewana McGregorja in Kevina Spaceyja. Film, ki ga je režiral Grant Heslov, je izšel novembra 2009. Istega meseca je izdal še en film, in sicer animirani film Wesa Andersona, Fantastični gospod Fox, kjer je glas posodil gospodu Foxu. Istega leta je zaigral v filmu V zraku, ki so ga na začetku želeli izdati le v omejeni izdaji, vendar so ga 25. decembra 2009 izdali v širši izdaji. Za svoj nastop v tem filmu, ki ga je režiral Jason Reitman, je bil nominiran za več nagrad, med drugim tudi za nagrade, kot so zlati globus, Screen Actors Guild Award, BAFTA in oskar. Leta 2010 je izšla filmska upodobitev romana A Very Private Gentleman Martina Bootha, film Američan, ki ga je režiral Anton Corbijn. V filmu, ki ga je tudi produciral, je Clooney zaigral glavno vlogo.
Od leta 2011 dalje Georgea Clooneyja zastopa Bryan Lourd, predsednik podjetja Creative Artists Agency (CAA).
Leta 2011 je zaigral v filmu Potomci, kjer je imel vlogo moža, katerega žena doživi nesrečo, zaradi katere pristane v komi. Njegov nastop v filmu so kritiki v glavnem hvalili in Clooneyju je prislužil nagrado Broadcast Film Critics Association Award za najboljšega igralca ter [[zlati globus|zlati globus za najboljšega igralca - Filmska drama, nominiran pa je bil tudi za nagrade Screen Actors Guild Award, BAFTA in oskar za najboljšega igralca. Istega leta je bil nominiran tudi za oskarja za najboljši prirejeni scenarij za film Marčeve ide.
Leta 2013 je Clooney dobil oskarja za najboljši film, zlati globus za najboljši dramski film in nagrado BAFTA za najboljši film za film Misija Argo. Je edina oseba v zgodovini, ki je bila nominirana za oskarja v šestih različnih kategorijah: najboljši film, najboljši igralec, najboljši stranski igralec, najboljši režiser, najboljši izvirni scenarij in najboljši prirejeni scenarij.
Leta 2013 bo Clooney izdal še veliko filmov. Skupaj s Sandro Bullock bo izdal znanstveno-fantastični film Gravity, ki ga bo režiral Alfonso Cuarón. Film bo izšel 4. oktobra 2013. Napisal, režiral in zaigral bo v filmu Monuments Men, filmski upodobitvi knjige The Monuments Men: Allied Heroes, Nazi Thieves and the Greatest Treasure Hunt in History Roberta M. Edsela. Clooney bo produciral tudi filmsko upodobitev gledališke igre August: Osage County, v kateri bosta zaigrali Meryl Streep in Julia Roberts.

## Politični vidiki
Med predsedniškimi volitvami tako leta 2008 kot leta 2012 je George Clooney podpiral Baracka Obamo. Podpira pravice homoseksualcev.

### Humanitarno delo
Clooney sodeluje z organizacijo Not On Our Watch Project, ki se ukvarja s preprečevanjem in ustavljanjem velikih naravnih katastrof ter k temu pritegnejo veliko svetovne pozornosti. Ostale slavne osebnosti, ki sodelujejo s to organizacijo, so tudi Brad Pitt, Matt Damon, Don Cheadle, David Pressman in Jerry Weintraub.
Februarja 2009 je s kolumnistom časopisa New York Times, Nicholasom D. Kristofom, obiskal Goz Beido, Čad. Januarja 2010 je organiziral Telethonovo prireditev Hope for Haiti Now: A Global Benefit for Earthquake Relief, s katero so zbirali denar za žrtve potresa na Haitiju.
Marca 2012 je poleg Martina Sheena in Brada Pitta zaigral odvetnika Davida Boiesa v igri 8 Dustina Lancea Blacka, ki je govorila o poteku dogodkov med sojenjem, zaradi katerega so razveljavili kalifornijski zakon, ki je prepovedoval zakone med istospolnimi partnerji. Igro so uprizarjali v gledališču Wilshire Ebell, kasneje pa so jo, da bi zbrali denar za ameriško organizacijo za enakopravnost, objavili na YouTubeu Septembra 2012 je Clooney sodeloval na dražbi za združbo za izobrazbo homoseksualcev, biseksualcev in transseksualcev, ki se trudi ustvariti varno okolje za otroke, ki so ali pa jih vrstniki vidijo kot homoseksualce, biseksualce ali transseksualce; zmagovalca dražbe je odpeljal na kosilo.

### Darfur
George Clooney je bil advokat za reševanje konflikta v Darfurju.
Leta 2006 je imel govor na shodu za reševanje Darfurja (Save Darfur) v Washingtonu, D.C. Aprila tistega leta je s svojim očetom prežievl deset dni v Čadu in Sudanu, kjer je posnel dokumentarni film A Journey to Darfur, ki je govoril o situaciji darfurskih beguncev in javnost obveščal o tem, kako jim pomagati. Film se je predvajal na ameriški kabelski televiziji, pa tudi v Franciji in Veliki Britaniji. Leta 2008 je izšel na DVD-ju. Ves zaslužek filma so darovali mednarodnemu reševalnemu komiteju. Septembra istega leta je v govoru za varnostni sklad Združenih narodov skupaj z dobitnikom Nobelove nagrade Eliejem Wieselom Združene narode prosil, naj poiščejo rešitev za konflikt in pomagajo ljudem, ki živijo v Darfurju. Decembra je z Donom Cheadleom in dvema zmagovalcema Olimpijskih iger obiskal Kitajsko in Egipt, kjer so vladi obeh držav prosili, naj pritisnejo na sudansko vlado.
25. marca 2007 je nemški političarki Angeli Merkel poslal odprto pismo, v katerem je Evropsko unijo povzal k »odločnim ukrepom« proti sudanskemu predsedniku Omarju al-Bashirju, ki je ignoriral zahteve Združenih narodov v sklopu reševanja konflikta v Darfurju. Bil je pripovedovalec in producent dokumentarnega filma Sand and Sorrow, ki je izšel leta 2007. George Clooney se je pojavil tudi v filmu Darfur Now, izdanem novembra 2007, ki želi javnost obvestiti o krizi v Darfurju. Decembra 2007 je skupaj z igralcem Donom Cheadleom v Rimu prejel nagrado Summit Peace, eno od nagrad, ki jo podelujo iz Nobelovega sklada. V svojem zahvalnem govoru je dejal: »Z Donom … pred vami stojiva kot poraženca. Preprosta resnica je, da ko pride do grozot, ki se dogajajo v Darfurju … ljudem tamkaj danes ne gre nič bolje kot pred nekaj leti.« 18. januarja 2008 so Združeni narodi oznanili, da se bo 31. januarja George Clooney pridružil njihovi organizacije Znanitelji miru.
Clooney je skupaj z aktivistom Johnom Prendergastom pričel s projektom Enough, je strateški svetovalec pri projektu Not On Our Watch in po obisku južnega Sudana oktobra 2010 pričel s projektom Satellite Sentinel (SSP). SPP se trudi nadzorovati oboroževanje v Sudanu in tako preprečiti ponoven izbruh državljanske vojne med južnim in preostalim Sudanom ter na splošno preprečiti grozote, ki se dogajajo na mejah Sudana. S Prendergastom je maja 2011 tudi napisal članek za časopis Washington Post z naslovom »Ples s sudanskim diktatorjem«, v katerem je bilo napisano:
Predsednika Omarja al-Bashirja je mednarodno kriminalno sodišče že obtožilo genocida zaradi nenehnega bombandiranja, ki se le stopnjuje, in oviranja pomoči v obliki hrane za Darfur, sedaj pa grozi celotnemu severno-južnemu procesu … pokazalo se je, da le manjši pritiski ne bodo dovolj za spremembo Khartoumovih računov. Takoj bi morali poiskati mednarodno pomoč za odpis dolga, poskrbeti za rešitev obtožb na mednarodnem kriminalnem sodišču, diplomatsko izolirati režim, ukiniti vse pomoči, ki niso humanitarne narave, zaustaviti bančne tranzakcije, ki jih nadzira država, in zamrzniti račune pomembnih uradnikov, ki služijo z naftno industrijo.
16. marca 2012 so Clooneyja med protestom zaradi državljanske nepokorščine aretirali pred sudansko ambasado. Aretacijo je Clooney načrtoval že med načrtovanjem protesta. Med protestom so aretirali še mnoge druge pomembne osebe, med drugim tudi Martina Luthra Kinga III.

## Zasebno življenje

### Razmerja
George Clooney je bil od leta 1989 do njune ločitve leta 1993 poročen s Talio Balsam. Pravi, da se ne bo poročil nikoli več. Ko je na snemanju reklame za Martini leta 2000 srečal britansko manekenko Liso Snowdon, je z njo pričel precej nestalno razmerje, ki je trajalo pet let. Junija 2007 je pričel hoditi z Sarah Larson, zvezdnico resničnostnih šovov, vendar se je par razšel maja 2008. Julija 2009 je začel razmerje z italijansko igralko Elisabetto Canalis, ki je trajalo do junija 2011. Od julija 2011 George Clooney hodi z bivšo prvakinjo WWE Diva, Stacy Keibler.
George Clooney je hodil tudi z igralkami Kelly Preston (1987–1989), Renée Zellweger (2001) in Kristo Allen (2002–2008) , pa tudi z zvezdnico resničnostnih oddaj, Céline Balitran (1996–1999).
Ker je bil pogosto vključen na seznam najbolj seksi živih moških revije People, se ljudje pogosto norčujejo iz njegovega zakonskega stanu in kratkih razmerij, saj naj bi njegove oboževalke še vedno sanjale, da bi ga lahko zvabile pred oltar. V muzeju Madame Tussaud's v Las Vegasu se lahko njegove oboževalke slikajo v poročni obleki z njegovo voščeno lutko v smokingu; tej atrakciji pravijo »poročite Georgea Clooneyja«.
Kljub veliko razmerjem z raznimi ženskami, mediji pogosto postavljajo vprašanja o njegovi spolni usmerjenosti. Ko so ga po tej naravnost vprašali v intervjuju z revijo The Advocate, je dejal: »Zadnja stvar, ki jo bom storil, bo to, da bom skakal gor in dol ter vpil: 'Vse je laž!' To bi bilo nepravično in neprijazno do mojih dobrih homoseksualnih prijateljev. Homoseksualnosti ne želim predstavljati kot nekaj slabega.«

### Domovi
Glavni dom Georgea Clooneyja je v Los Angelesu, kjer je preko sklada Georgea Guifoylea že leta 1995 kupil 683,2 kvadratnih metrov veliko hišo. Poleg tega ima tudi vilo v Italiji, in sicer v vasi Laglio ob jezeru Como, blizu bivšega domovanja italijanske pisateljice Ade Negri.

### Motoristična nesreča
21. septembra 2007 je bil George Clooney skupaj s svojim takratnim dekletom Sarah Larson poškodovan v motoristični nesreči v Weehawken, New Jersey. Clooneyjev motor je zbil avto. Voznik avtomobila je poročal, da ga je Clooney skušal prehiteti po desni, igralec pa je dejal, da je voznik nakazal, da bo zapeljal na levi pas, nato pa je zavil desno in zbil njegov motor. Clooney je okreval v bolnišnici Palisades v Severnem Bergenu, New Jersey. 9. oktobra 2007 so v bolnišnici odpustili več kot dva ducata osebja, saj so pogledali v Clooneyjevo zdravstveno kartoteko in tako prekršili zvezni zakon. Clooney je o dogodku povedal: »Čeprav zelo spoštujem pravice pacientov do zasebnosti, sem želel, da bi se to rešilo, ne da bi odpustili osebje.«

### Ljubljenčki
»Max« (1987 - 1. december 2006) je bil Clooneyjev vietnamski črni ščetinasti pujs, ki ga je sam pogosto imenoval »zvezda Max«. Pujs je živel v njegovem domu v Hollywood Hillsu in si z njim celo delil posteljo, pogosto pa ga je pokazal v svojih intervjujih, predvsem zaradi njegove velikosti. Sam pravi, da mu je pujs rešil življenje, ko ga je zbudil tik pred potresom v Northridgeu 16. januarja 1994. Leta 2006 je pujs odšel na polet z zasebnim letalom Johna Travolte.
George Clooney je Maxa kupil leta 1988 za svoje takratno dekle, Kelly Preston, ki se je kasneje poročila z Johnom Travolto. Včasih je imel pujs svojo posebno ogrado v garaži Clooneyjevega dvorca. Max se je leta 2001 resno poškodoval, ko ga je eden od prijateljev Georgea Clooneyja ponesreči povozil z avtom. Pujs, ki je tehtal več kot 130 kilogramov, je po poročanju Clooneyjevega osebnega tajnika Stana Rosenfielda umrl v Los Angelesu zaradi naravnih vzrokov. Ker se je vedelo, da ima artritis in da je skoraj slep, so nekateri mediji o njegovi smrti poročali že januarja 2005. Clooney pravi, da se jasno spominja, kako je Max vsako jutro cvilil, dokler ga ni nahranil. Nick Clooney, Georgeov oče, je v reviji The Cincinnati Enquirer objavil kolumno o Maxu.
George Clooney je imel tudi dva buldoga, Buda and Louja, ki ju je poimenoval po komičnem paru Abbottu in Costellu. Oba psa sta že poginila; eden zaradi ugriza klopotače.

## V medijih
George Clooney je eden od treh ljudi, ki ga je revija People Magazine dvakrat imenovala za »najbolj seksi živega moškega«, najprej leta 1997, nato leta 2006. Zunaj Združenih držav Amerike se je pojavil v reklamah za avtomobile znamke Fiat, kavo Nespresso in alkoholno pijačo Martini, na začetku leta 2005 pa je glasovno nastopil v seriji oglasov za pijačo Budweiser. Georgea Clooneyja je revija Time v letih 2007, 2008 in 2009 vključila na svoj seznam »100 najvplivnejših ljudi na svetu«.
Ustvarjalca serije South Park, Matt Stone and Trey Parker, sta Georgea Clooneyja poleg mnogih drugih slavnih osebnosti satirično upodobila v svojem filmu Team America: World Police. Clooney je kasneje dejal, da bi bil užaljen, če se nikoli ne bi iz njega norčevali v nobenem filmu. Omenjen je bil tudi v epizodi »Smug Alert!« serije South Park, v kateri se norčujejo iz njegovega zahvalnega govora na 78. podelitvi oskarjev. Tudi sam je sodeloval pri seriji; glas je posodil psu Sparkyju v epizodi »Big Gay Al's Big Gay Boat Ride« in zdravniku z urgence v televizijski specijalki South Park: Bigger, Longer & Uncut. Njegova karikatura se je pojavila v seriji American Dad!, in sicer v epizodi »Tears of a Clooney«, kjer Francine vidi, da se bodo njeni načrti o uničenju Clooneyja uresničili.
Prvi film režiserja Alexandra Cartia je nosil naslov Convincing Clooney. Film je govoril o losangeleškem umetniku, ki se kot igralec in scenarist sooči z mnogimi zavrnitvami, nato pa se domisli posneti svoj prvi nizkoproračunski film in si želi, da bi v njem glavno vlogo zaigral George Clooney. Film je novembra 2011 izšel na DVD-ju.